# Талазак
Талаза́к (фр. Talazac, окс. Talasac) — коммуна во Франции, находится в регионе Юг — Пиренеи. Департамент — Верхние Пиренеи. Входит в состав кантона Вик-ан-Бигор. Округ коммуны — Тарб.
Код INSEE коммуны — 65438.

## География

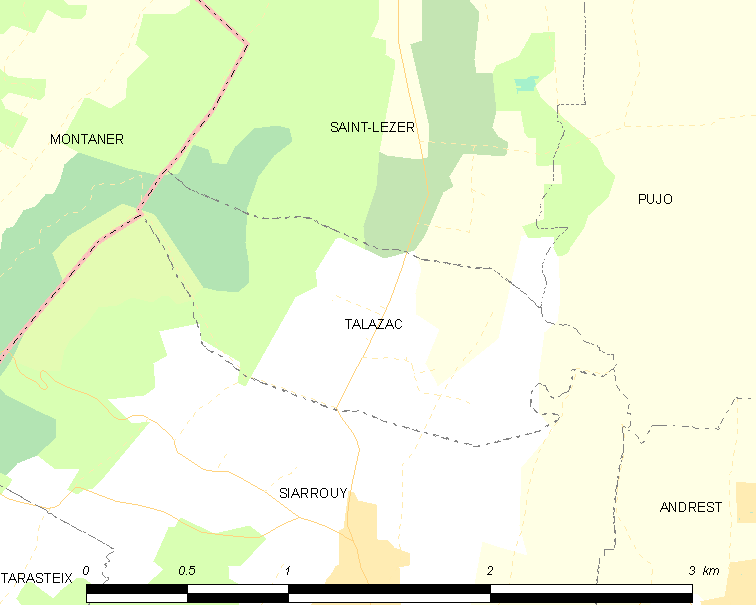
Карта коммуны

Коммуна расположена приблизительно в 640 км к югу от Парижа, в 120 км западнее Тулузы, в 12 км к северу от Тарба.
По территории коммуны протекает река Эшес.

## Климат
Климат умеренно-океанический с солнечной тёплой погодой и обильными осадками на протяжении практически всего года.

## Население
Население коммуны на 2010 год составляло 71 человек.
| 1962 | 1968 | 1975 | 1982 | 1990 | 1999 | 2010 |
| ---- | ---- | ---- | ---- | ---- | ---- | ---- |
| 62   | 62   | 59   | 68   | 74   | 67   | 71   |

## Администрация
| Период | Период | Фамилия   | Партия | Примечания |
| ------ | ------ | --------- | ------ | ---------- |
| 2008   | 2020   | Оливье Эд |        |            |

## Экономика
В 2010 году среди 45 человек трудоспособного возраста (15-64 лет) 38 были экономически активными, 7 — неактивными (показатель активности — 84,4 %, в 1999 году было 69,8 %). Из 38 активных жителей работали 33 человека (16 мужчин и 17 женщин), безработных было 5 (3 мужчин и 2 женщины). Среди 7 неактивных 3 человека были учениками или студентами, 4 — пенсионерами, 0 были неактивными по другим причинам.